# جامع سيدي عمر كمون

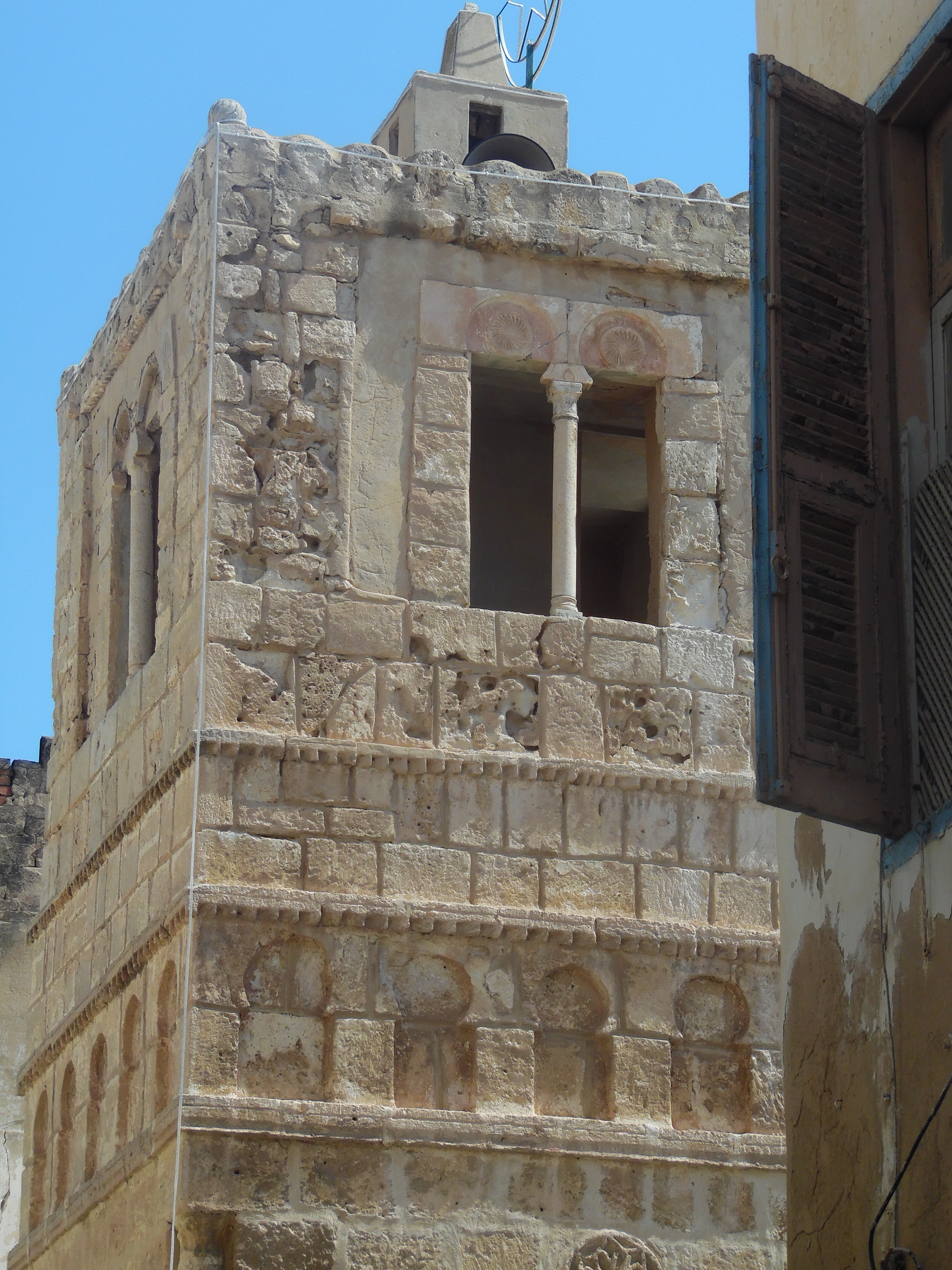
مئذنة مسجد سيدي عمر كمون

جامع سيدي عمر كمون واحد من أهم وأقدم جوامع المدينة العتيقة بصفاقس.

## موقعه
يوجد المسجد بنهج برج النار بحي شرقي باب الديوان. و هو جزء من زاوية سيدي عمر كمون الشهيرة.

## تاريخه
بنيت مئذنة المسجد في مرحلة ثانية سنة 1659 بعد الزاوية التي تم بنائها سنة 1630  بأمر من مراد باي الثاني. تمت هذه الإضافة من قبل سيدي عمر كمون نفسه الذي تكفل بكل نفقات البناء من موارده الخاصة.
إضافة إلى وظيفته الدينية والروحية، لعب المعلم دورًا دفاعيًا مهمًا للغاية خلال عدة أزمات بفضل موقعه الجغرافي الاستراتيجي الذي سمح بمراقبة الواجهة الساحلية للمدينة منه بفضل مئذنته. خير مثال على ذلك الصراع مع صقلية وغزو تونس من قبل فرنسا

## معرض صور

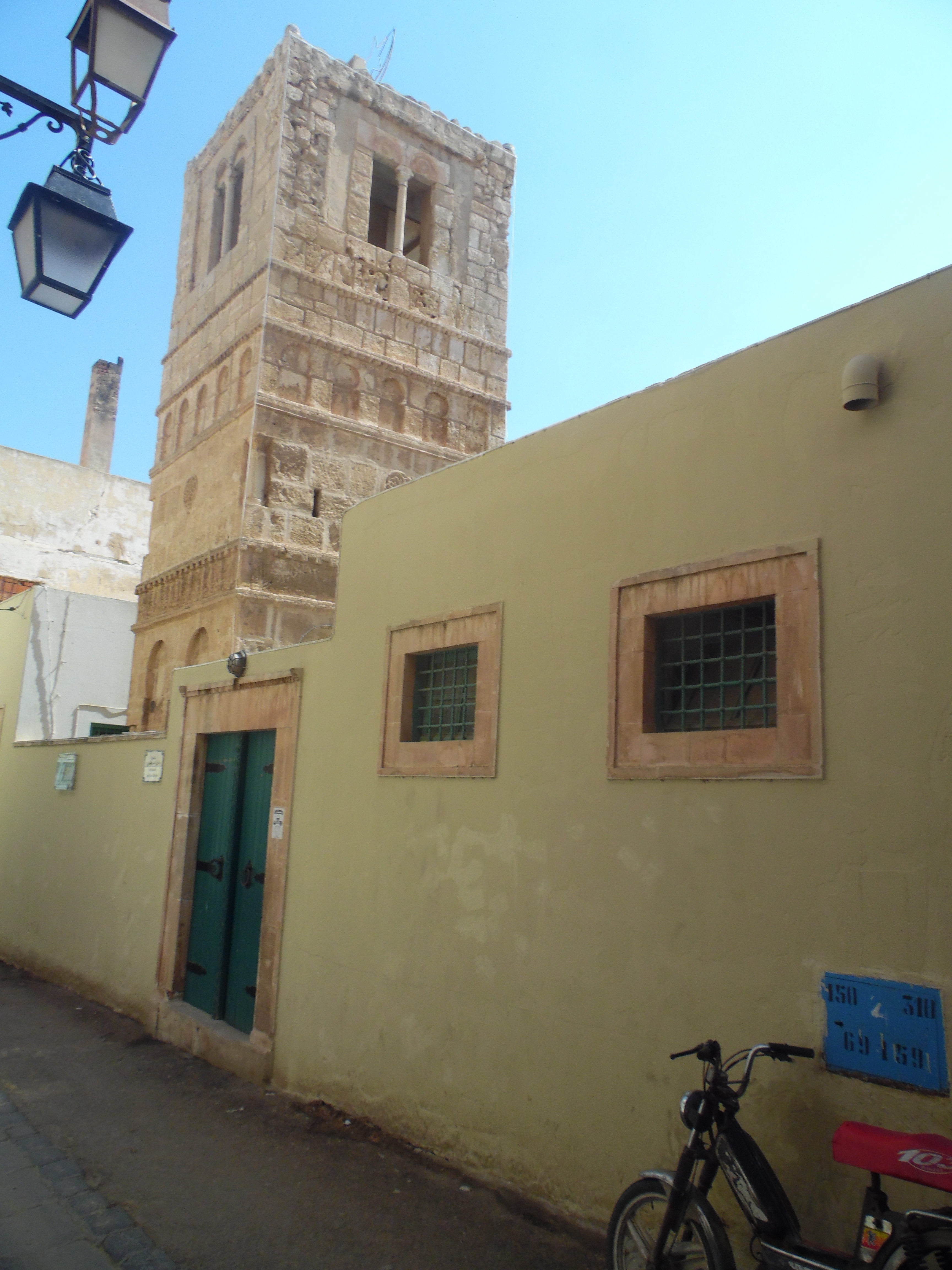
واجهة المعلم
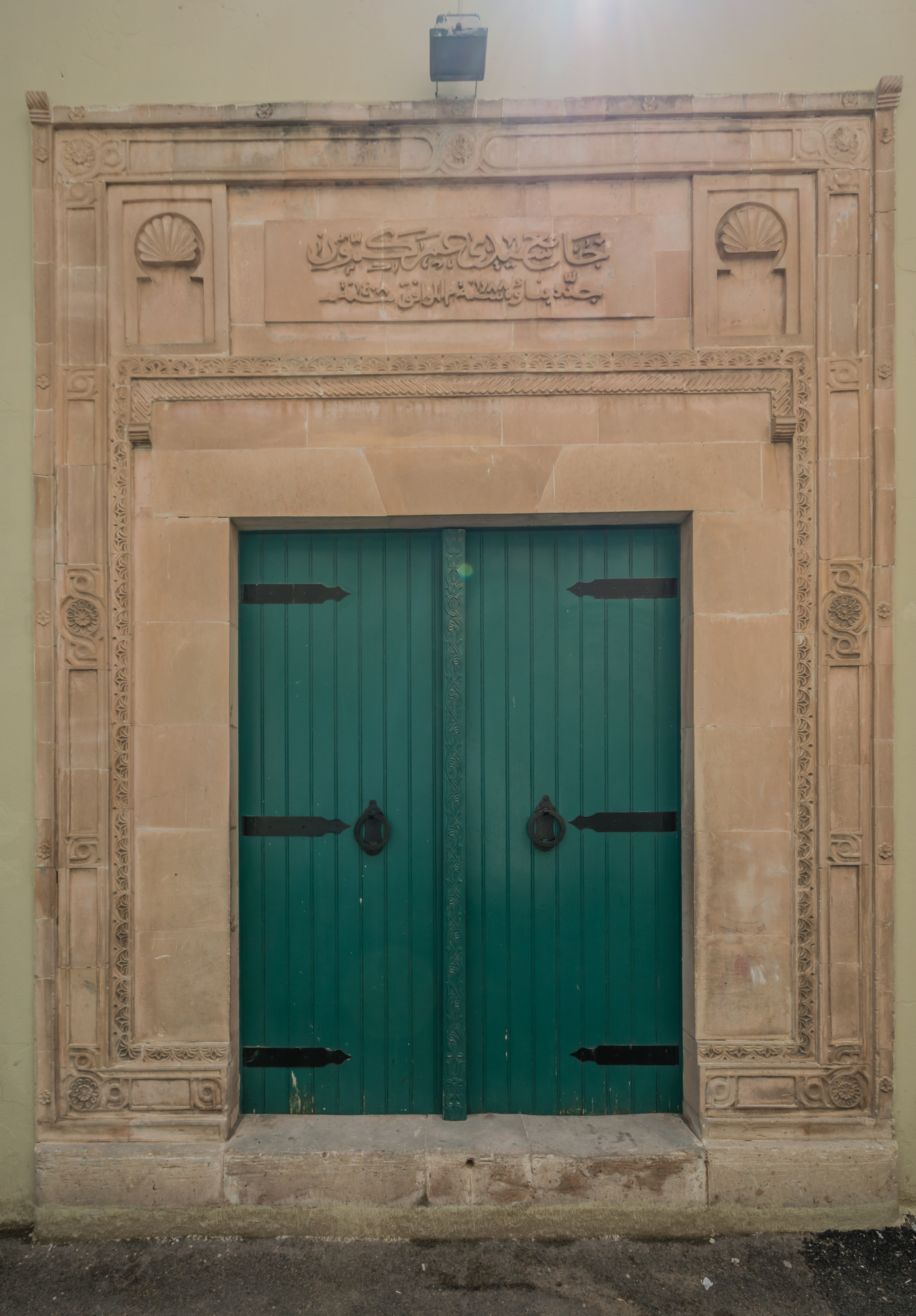
المدخل الرئيسي
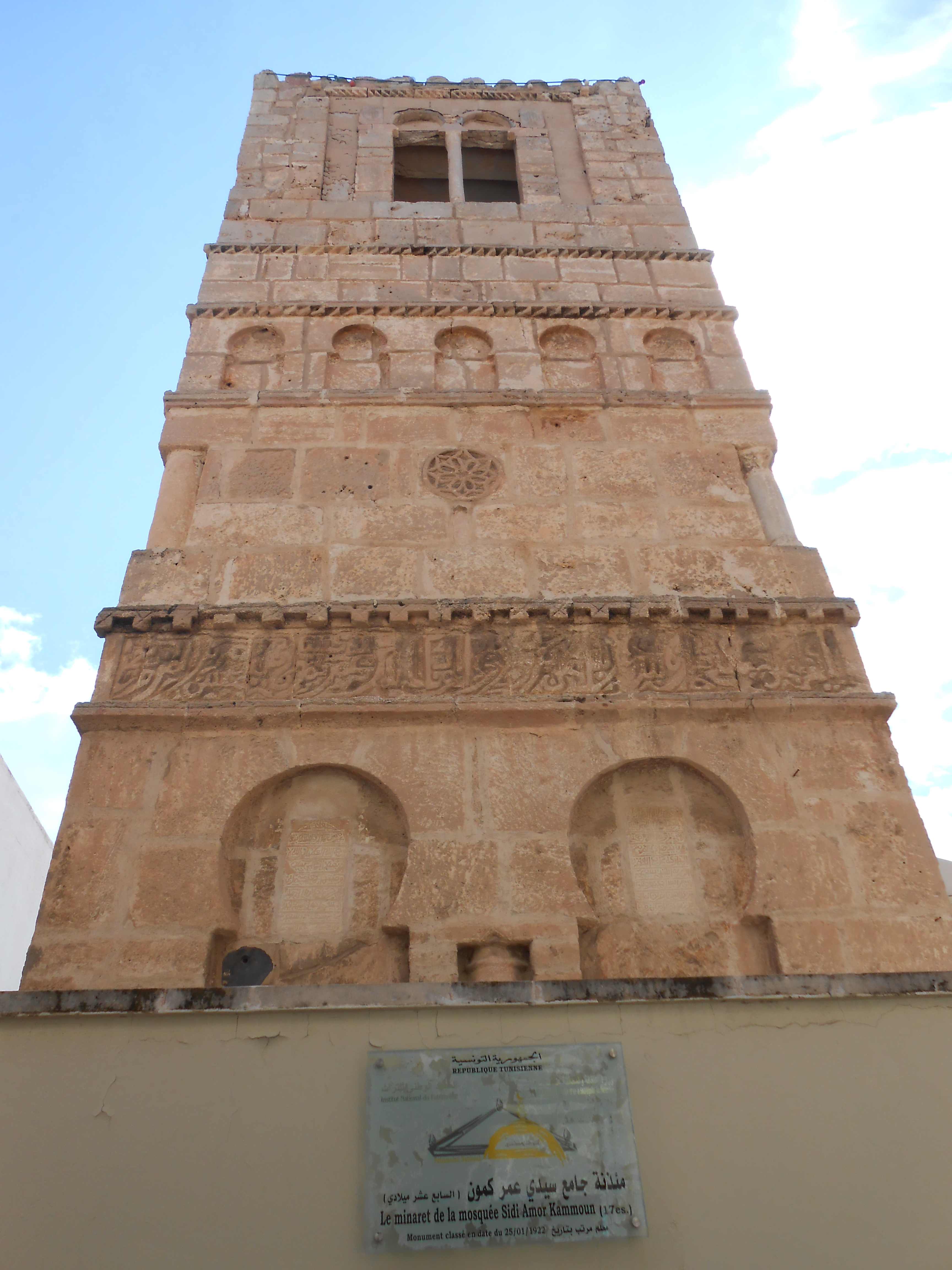
المئذنة